# Diane Bell
Diane Bell (ur. 11 października 1963 w Corbridge) – brytyjska judoczka. Dwukrotna olimpijka. Dziewiąta w Barcelonie 1992 i szesnasta w Atlancie 1996. Walczyła w kategorii 61 kg. Pięciokrotna medalistka mistrzostw świata, wygrała zawody w 1986 i 1987. Zdobyła czternaście medali na mistrzostwach Europy. Trzy razy indywidualnie stanęła na najwyższym stopniu podium, w 1984, 1986 i 1988 roku. Triumfatorka igrzysk Wspólnoty Narodów w 1986 i 1990, gdzie reprezentowała Anglię.
- Turniej w Barcelonie 1992

Wygrała z Bogusławą Olechnowicz i Susanne Profanter z Austrii a przegrała z Zhang Di z Chin i Gu Hyeon-suk z Korei Południowej.
- Turniej w Atlancie 1996

Pokonała Larę Sullivan z Australii i przegrała z Sarą Álvarez z Hiszpanii.